# 小松幹侍
小松 幹侍（こまつ けんじ、1949年（昭和24年）2月3日 - ）は、日本の政治家。元高知県室戸市長（3期）。

## 来歴
高知県羽根村（現・室戸市羽根町）生まれ。1967年（昭和42年）3月、高知県立高知農業高等学校卒業。同年7月1日、室戸市役所に入庁。福祉事務所長、教育次長兼学校教育課長などを務める。
出自は同市吉良川町黒耳地区の中野家で小松家に養子入りしている。
2006年（平成18年）5月31日、市役所を退職。同年11月19日に行われた室戸市長選挙に立候補し、市議の沢山保太郎との一騎打ちを制し初当選を果たした。投票率は65.16％。
2010年（平成22年）、再選。2014年（平成26年）、前々回の市長選以後、東洋町長を1期務めた沢山保太郎を破り3選。